# Lactarius (Lactariidae)
Lactarius is een geslacht van straalvinnige vissen uit de familie van lactariden (Lactariidae). Het geslacht is monotypisch.

## Soort
- Lactarius lactarius (Bloch & Schneider, 1801) (Lactariusvis)